# Splatoon
Splatoon (スプラトゥーン Supuratūn?) es una serie de videojuegos de disparos en tercera persona de Nintendo, creada por el diseñador japonés Hisashi Nogami. El título, orientado al multijugador masivo en línea, está protagonizado por los Inkling y Octoling, unos personajes humanoides de aspecto joven que pueden transformarse en cefalópodos y disparan armas con tinta como munición.
A partir del lanzamiento del primer título en 2015, Splatoon ha logrado una notable popularidad acompañada de críticas positivas en la industria de los videojuegos por su aproximación del juego de disparos a un enfoque familiar. En ese sentido, se distingue de otros títulos del mismo género en el uso de armas ficticias basadas en la tinta, colores vivos, estética de dibujos animados y un ritmo de juego muy rápido. Hasta la fecha se han publicado tres entregas, la última de ellas Splatoon 3, que han logrado vender más de 20 millones de copias en total. Además los Inkling han aparecido en otros juegos de Nintendo como Mario Kart 8 Deluxe y Super Smash Bros. Ultimate.

## Etimología
La palabra Splatoon es un acrónimo de dos términos en inglés: splatter («salpicadura») y platoon («pelotón»), y también se vale del sonido similar cartoon («dibujo animado») para recordar el estilo caricaturesco de los personajes. Los nombres utilizados están relacionados con el universo conceptual del juego, inspirado en la oceanografía. Entre las especies dominantes, Inkling entremezcla las palabras inglesas ink («tinta») y sibling («hermano»), mientras que Octoling hace referencia a octopus («pulpo»). En el resto de personajes, armas y otros conceptos se utilizan juegos de palabras similares que han sido adaptados en las distintas traducciones. Desde la primera entrega existen dos versiones en idioma español: una para la región europea (España) y otra para la región americana (América Latina).

## Universo principal
La saga está ambientada en un universo donde la civilización humana se ha extinguido por la subida del nivel del mar y ha sido reemplazada por criaturas marinas evolucionadas que pueden alternar forma humana y cefalópoda: los Inkling, inspirados en el calamar, y los Octoling, evolucionados del pulpo.  El resto de los personajes están inspirados en criaturas de la oceanografía, mientras que los elementos humanos —como la ropa o los campos de batalla— son vestigios de la cultura popular basados en la estética de las tribus urbanas, y que la nueva especie ha asumido como propios.

### Personajes
El jugador controla a personajes humanoides de aspecto joven que son capaces de transformarse en cefalópodos. Los Inkling —basados en el calamar— están disponibles desde la primera entrega, mientras que los Octoling —basados en el pulpo— se incluyeron a partir de la segunda. Cuando tienen forma humana pueden usar armas que disparan tinta, apuntar a los rivales y desplazarse. Al adoptar forma cefalópoda son capaces de ocultarse bajo la pintura esparcida, nadar con rapidez sobre la tinta y saltar a mayor distancia. Los Inkling se transforman en calamares y se caracterizan por su aspecto jovial y despreocupado, así como su pasión por la moda. Los Octoling, por su parte, adoptan forma de pulpo y tienen una personalidad más seria. Aunque ambos son muy parecidos en su forma humana, hay algunas diferencias tanto en el pelo —inspirado en tentáculos— como en la sombra de los ojos. Por otro lado, la forma animal tiene un aspecto caricaturesco.
La idea de los Inkling conllevó un amplio trabajo de arte conceptual para dotar a la serie de personalidad propia. Hisashi Nogami había propuesto un personaje nuevo inspirado en el calamar, pero no estaba convencido de que los diseños preliminares resultasen atractivos al público. Por esta razón Tsubasa Sakaguchi propuso un concepto distinto: jóvenes humanoides con características de calamar, tinta de colores y estética de dibujo animado.
Todos los personajes hablan un idioma ficticio que no tiene traducción real, aunque sí grafías distintas según la especie. En la versión japonesa se refleja también en los subtítulos: los diálogos de los Inkling aparecen en hiragana, mientras que en los Octoling se muestran a veces en katakana, utilizado allí para adaptar extranjerismos o resaltar palabras.

### Armas
Splatoon es un videojuego de disparos en tercera persona con armas que disparan tinta en vez de munición real, y que están inspiradas en materiales de pintura, juguetes y elementos cotidianos. Los Inkling y Octoling llevan a la espalda una mochila donde se almacena la tinta disponible, conectada al arma elegida, y que se recarga cuando el personaje se sumerge en la tinta. Tanto el arma como los equipamientos son seleccionables antes de cada partida. En las primeras partidas el personaje tiene como arma básica un lanzatintas o rociador, cuyo diseño recuerda a una pistola de agua, y podrá comprar nuevas armas con el dinero que gane en los combates.
Cada arma principal tiene distintas características como el alcance, la velocidad de entintado, el desplazamiento o la cadencia de tiro. En la primera entrega se incluyeron cinco categorías de armas principales: el lanzatintas o rociador —armas automáticas—; los rodillos —que incluyen rodillos de pintura, pinceles y brochas—; los cargatintas —basados en fusiles de francotirador—; los derramatic —cubetas de pintura— y las tintralladoras —basadas en ametralladoras—. En la segunda edición se añadieron dos categorías: armas duales —una pistola en cada mano, lo que permite hacer esquivas— y paratintas —un fusil que despliega un escudo, similar a un paraguas—. Y en la tercera se incluyeron arcromatizadores —un arco con flechas de tinta— y azotintadores —una especie de espada que arroja tinta en cada golpe—. Cada arma principal lleva asociada un arma secundaria, con más potencia en detrimento de un consumo de tinta mayor, y un arma especial que se carga con la superficie entintada.
El personaje va ataviado con tres complementos: un accesorio para la cabeza, una prenda y calzado. Todos ellos tienen un potenciador principal, y a medida que se gana experiencia pueden conseguirse nuevos potenciadores secundarios, hasta tres según el nivel del producto. La mayoría se compran en las tiendas del juego, pero otros solo están disponibles en eventos especiales o desbloqueándolos con figuras Amiibo. Todos los potenciadores son modificables. En Splatoon 3 se amplió el apartado de personalización.a través de un catálogo de objetos coleccionables.

### Estilos de combate
Splatoon está diseñado como un videojuego multijugador masivo en línea, donde el menú es un mundo virtual que permite interactuar con el resto de gente conectada. Al acceder al vestíbulo, el jugador forma equipo con otras personas para participar en combates de cuatro contra cuatro. Al final de cada batalla se obtiene dinero, puntos de nivel y potenciadores que mejoran algunas características; el dinero sirve para comprar nuevas armas o bien para personalizar la ropa, calzado y accesorios del personaje. A medida que sube el nivel se van desbloqueando opciones y modos de juego, mientras que las actualizaciones sirven para añadir novedades y corregir glitches. No obstante, cada título cuenta con un modo individual que profundiza en la historia.
En el Modo Amistoso, también conocido como «Territorial», el jugador participa en una batalla de dos equipos —cuatro contra cuatro— donde el objetivo es cubrir la mayor superficie posible con la tinta de nuestro color, así como liquidar a los rivales, durante tres minutos. Es necesario que haya ocho jugadores conectados para empezar y el sistema de emparejamiento (matchmaking) es aleatorio. El jugador puede ver la posición de sus compañeros sobre el escenario a través de un mapa, y seleccionarlo para llegar directamente a su posición, mediante una función conocida como supersalto.
A partir de un determinado nivel, se pueden acceder a los distintos modos competitivos cuyos combates suelen durar cinco minutos, a menos que uno de los equipos haya ganado antes de tiempo. En el Modo Competitivo se forman dos equipos de cuatro en distintas modalidades con sus propias reglas. Los estilos van rotando cada cierto número de horas, cuatro en Splatoon y dos a partir de Splatoon 2. El jugador tiene rangos de combate: «C», «B», «A», «S» y el rango especial «S+», que subirá o bajará en función del desempeño. A partir de Splatoon 2 se añadió un nuevo nivel superior, «X». En el Modo Torneo hay que asociarse con jugadores de la lista de amigos para combatir en equipo y lograr el mayor número posible de victorias; en este caso el emparejamiento se hace contra rivales que tienen un nivel de energía similar.
La primera edición incluye tres modos competitivos: «Pintazonas», en el que se debe mantener pintada una zona específica del escenario el mayor tiempo posible; «Torre / Torreón», en el que el equipo debe subirse a una torre para dirigirla hacia la meta en territorio rival; y «Pez dorado», en el que toca llevar un arma con forma de pez —similar a un bazuca— hacia la meta rival. Splatoon 2 incorpora un cuarto modo, «Asalto almeja», que está inspirado en el fútbol americano.
Cuando las entregas están abiertas a actualizaciones, hay eventos especiales conocidos como Splatfest —Festival en España, Festival del Teñido en América Latina— donde el jugador debe elegir un bando entre dos opciones y luchar por él. Durante 24 horas todos los jugadores llevan la misma camiseta correspondiente a su equipo, y los modos habituales son reemplazados por «combates temáticos» en modo normal y desafío, siempre en estilo territorial. Tanto las batallas como las victorias sumarán puntos para el bando elegido, y al final de cada evento se anuncia el ganador según varios parámetros. A partir de Splatoon 2 se incluyó un modo cooperativo, Salmon Run, en el que los jugadores deben colaborar para ir derrotando a los enemigos que aparecen en la pantalla.

## Videojuegos

### Serie principal

#### Splatoon
Es el primer juego de la saga y se lanzó en mayo de 2015 para Wii U, una consola cuyo mayor rasgo era el mando con pantalla táctil integrada. El equipo de desarrollo se basó en los videojuegos de disparos en tercera persona, hasta entonces poco habituales en el catálogo de Nintendo, para crear un título que fuera accesible a todos los públicos y generase una comunidad en línea. Se diferenció dentro del género por sus gráficos caricaturescos, una cuidada estética, y por el concepto de batallas territoriales con armas que disparan tinta en lugar de munición real. Splatoon utilizó las características de la consola para integrar un mapa en la pantalla del Wii U GamePad, de forma que los jugadores pudiesen conocer tanto la situación del escenario como la posición de sus compañeros.
Splatoon llegó a vender más de 4,9 millones de copias a nivel mundial. Además de recibir buenas críticas por parte de la prensa especializada, fue galardonado con dos premios The Game Awards al «mejor juego de disparos» y al «mejor multijugador».

#### Splatoon 2
La segunda entrega comenzó a desarrollarse en paralelo al lanzamiento de Nintendo Switch, y salió al mercado en julio de 2017. Entre sus principales novedades destacaban un renovado arsenal, un cuarto estilo competitivo, modo cooperativo (Salmon Run), modos en red de área local, y mejoras en el apartado gráfico que permitían jugar a 60 fotogramas por segundo tanto en la consola (1080p) como en portátil (720p). El mando nuevo de Switch no incorporaba la pantalla táctil de Wii U, por lo que se habilitó el botón «X» para acceder al mapa y el stick para elegir la posición del supersalto.
En junio de 2018 salió a la venta un contenido descargable, Splatoon 2: Octo Expansion, que amplía el modo individual desde el punto de vista de los Octoling, la especie basada en el pulpo que históricamente había estado enfrentada a los Inkling. En este caso el protagonista es un Octoling que ha perdido la memoria tras quedarse atrapado en las profundidades de Cromópolis, y cuyo mayor deseo es salir a la superficie. Los niveles de la expansión, inspirados en una red de metro, tienen una dificultad más elevada que el Modo Historia. Al superar un nivel se obtienen recuerdos que permiten desbloquear objetos especiales; existe la opción de saltar el nivel si no se consigue superar, pero a cambio el personaje no recuperará ese recuerdo. Tras superar el último jefe final, los Octoling se convierten en personajes jugables.
El título duplicó las ventas de la precuela, debido en parte al mayor éxito comercial de Nintendo Switch. A finales de 2022 se habían vendido más de 13 millones de copias a nivel mundial.

#### Splatoon 3
La tercera entrega salió a la venta el 9 de septiembre de 2022. Además de las opciones ya disponibles en la versión anterior, incorpora novedades en las mecánicas de juego, armamento, cambios en el sistema competitivo, mayor conectividad con los amigos agregados y un juego de naipes, Lucha carterritorial. En el nuevo modo competitivo, «combate caótico», el jugador se enfrenta a una sucesión de combates y el rango se mide con puntos; al superar un límite establecido, podrá librar combates de ascenso para subir de rango. Respecto a la personalización, se pueden desbloquear diversos artículos como equipamiento, insignias, potenciadores, poses de victoria, y artículos de temporada disponibles en catálogos trimestrales. El 22 de febrero de 2024 se publicó un contenido descargable, Splatoon 3: La cara del órden, que amplía la historia del juego con un nuevo modo individual rogue-life.
Splatoon 3 se convirtió en el lanzamiento más vendido de un videojuego en la historia de Japón, con 3,45 millones de copias en los tres primeros días. Actualmente se han vendido más de 11,71 millones de unidades hasta diciembre de 2023.

### Series derivadas

#### Splatoon Raiders
En junio de 2025 se anunció el futuro lanzamiento de un spin-off en exclusiva para Nintendo Switch 2. Splatoon Raiders está protagonizado por un Inkling mecánico que deberá explorar las misteriosas Islas Espiralita. Por el momento no se han desvelado más detalles sobre la mecánica del juego ni su fecha de publicación.

## Concepto y diseño

### Antecedentes
La saga fue creada por Nintendo EAD, con un equipo de desarrollo más joven de lo habitual y liderado por el productor Hisashi Nogami —Animal Crossing— y los directores Yusuke Amano y Tsubasa Sakaguchi. El grupo se había constituido en 2013 con la vista puesta en nuevas licencias que pudieran aprovechar las características técnicas de Wii U. Hasta entonces la última licencia original producida por EAD había sido Pikmin (2001). Entre las opciones contempladas se apostó por un multijugador de disparos en tercera persona, hasta entonces poco habitual en el catálogo de Nintendo, que fuese accesible a jugadores de cualquier edad y que pudiera generar una gran comunidad en línea. Todo el proceso estuvo supervisado por Shigeru Miyamoto como director general de la compañía.
La idea inicial ya contemplaba el uso de armas ficticias con tinta de colores como munición, así como el concepto de batallas territoriales donde se debía pintar la mayor superficie posible. Para la elección de los personajes jugables se hizo un diseño preliminar con conejos, que fue descartado por falta de encaje con la premisa, y al final se optó por un concepto nuevo: los Inkling, unos humanoides con características de calamar, que pueden cambiar de forma durante los combates.
La primera entrega de Splatoon salió a la venta en mayo de 2015 y logró vender casi cinco millones de copias, convirtiéndose en la mejor nueva licencia para Wii U. Un año más tarde el equipo de desarrollo quedó integrado en Nintendo EPD y asumió la secuela para Nintendo Switch. Splatoon 2 llegó al mercado en 2017, unos meses después del lanzamiento de la consola, y duplicó las ventas de su predecesor.

### Sistema de juego

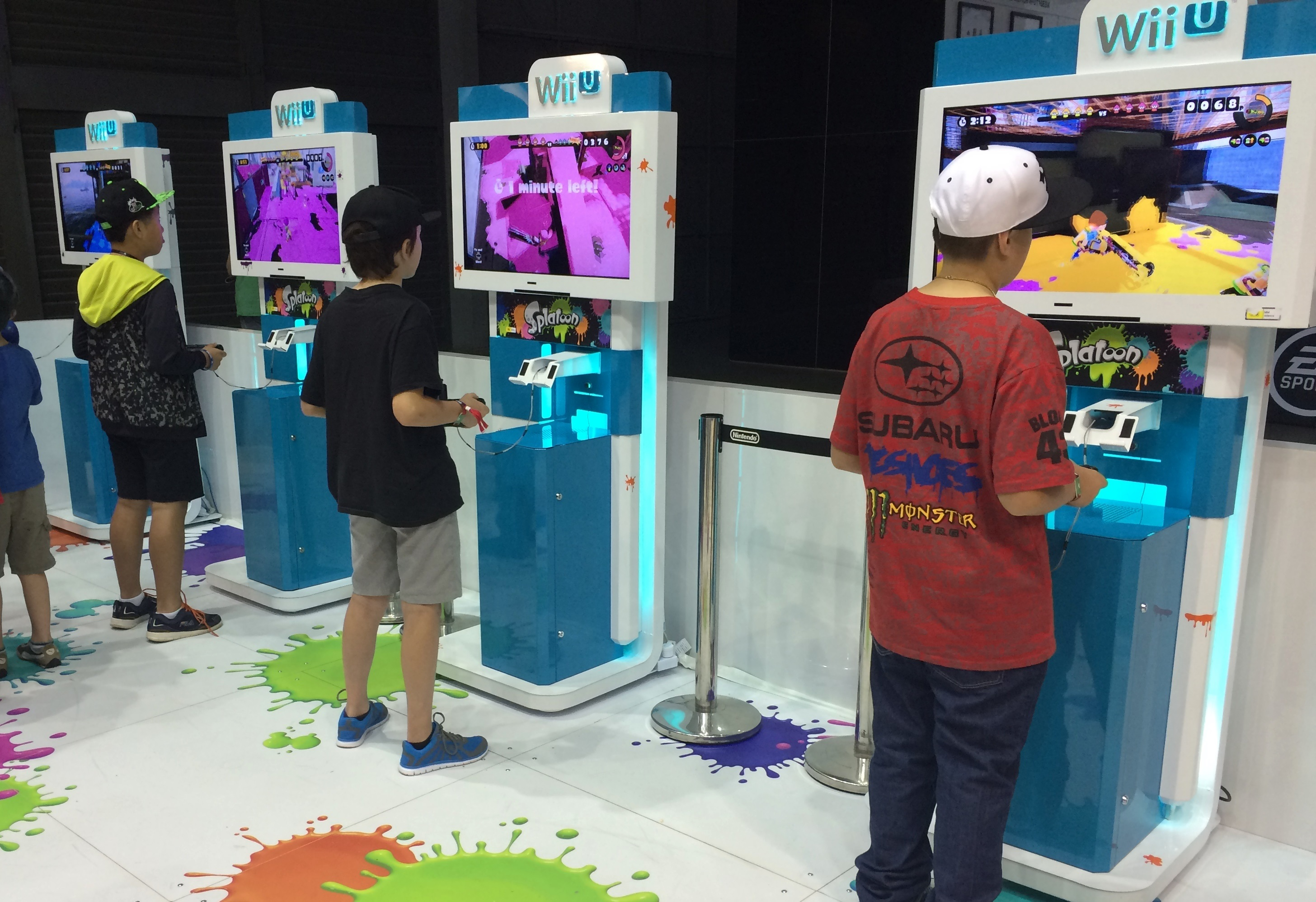
Partida en línea de Splatoon en la EB Games Expo de 2015.

Splatoon es un videojuego de disparos en tercera persona, distinguible del resto por el uso de armas ficticias con tinta de colores como munición. La tinta disparada sirve para eliminar a los rivales —en argot del juego, «liquidar» o «reventar»— y se esparce sobre el suelo y las paredes, por lo que el jugador puede valerse de ella para avanzar sobre el escenario. En su forma cefalópoda, el personaje es capaz de nadar sobre la tinta de su color, ocultarse en ella, recargar munición, saltar a más distancia y recuperar salud. En cambio, la tinta rival le impide moverse correctamente y le causa daños. Si el jugador cae eliminado, tardará unos segundos en reaparecer sobre el escenario desde el punto de control de su equipo. Para apuntar con el arma se puede elegir tanto el sensor de movimiento como las crucetas analógicas.
El juego está enfocado al multijugador masivo en línea, con batallas por equipos —generalmente, cuatro contra cuatro— y una duración limitada: tres minutos en modo territorial y cinco en los distintos modos competitivos. En el modo territorial hay que entintar la mayor superficie posible, mientras que los competitivos tienen sus propias reglas. A diferencia de lo que sucede en otros títulos del mismo género, en Splatoon se aplica una rotación de mapas y modos de juego —cuatro horas en Splatoon y dos a partir de Splatoon 2— para que ningún equipamiento tenga ventaja sobre el resto.
Dentro del objetivo por hacer un título accesible, el equipo de desarrollo descartó el chat de voz porque, en su opinión, propiciaba un ambiente hostil que podía disuadir a los jugadores novatos o poco experimentados. Esta función se ha incluido en Splatoon 2 pero no está integrada en la consola, sino a través de la aplicación móvil de Nintendo Switch Online y limitada a mayores de 13 años que estén agregados en la lista de amigos.

### Música
La banda sonora original de Splatoon está inspirada en grupos virtuales, cada uno de ellos con su propio estilo musical, cuyas canciones suenan durante los combates, festivales y niveles del modo individual. Tōru Minegishi y Shiho Fujii han sido los compositores principales desde la primera entrega, mientras que Ryo Nagamatsu se incorporó al equipo en la segunda.

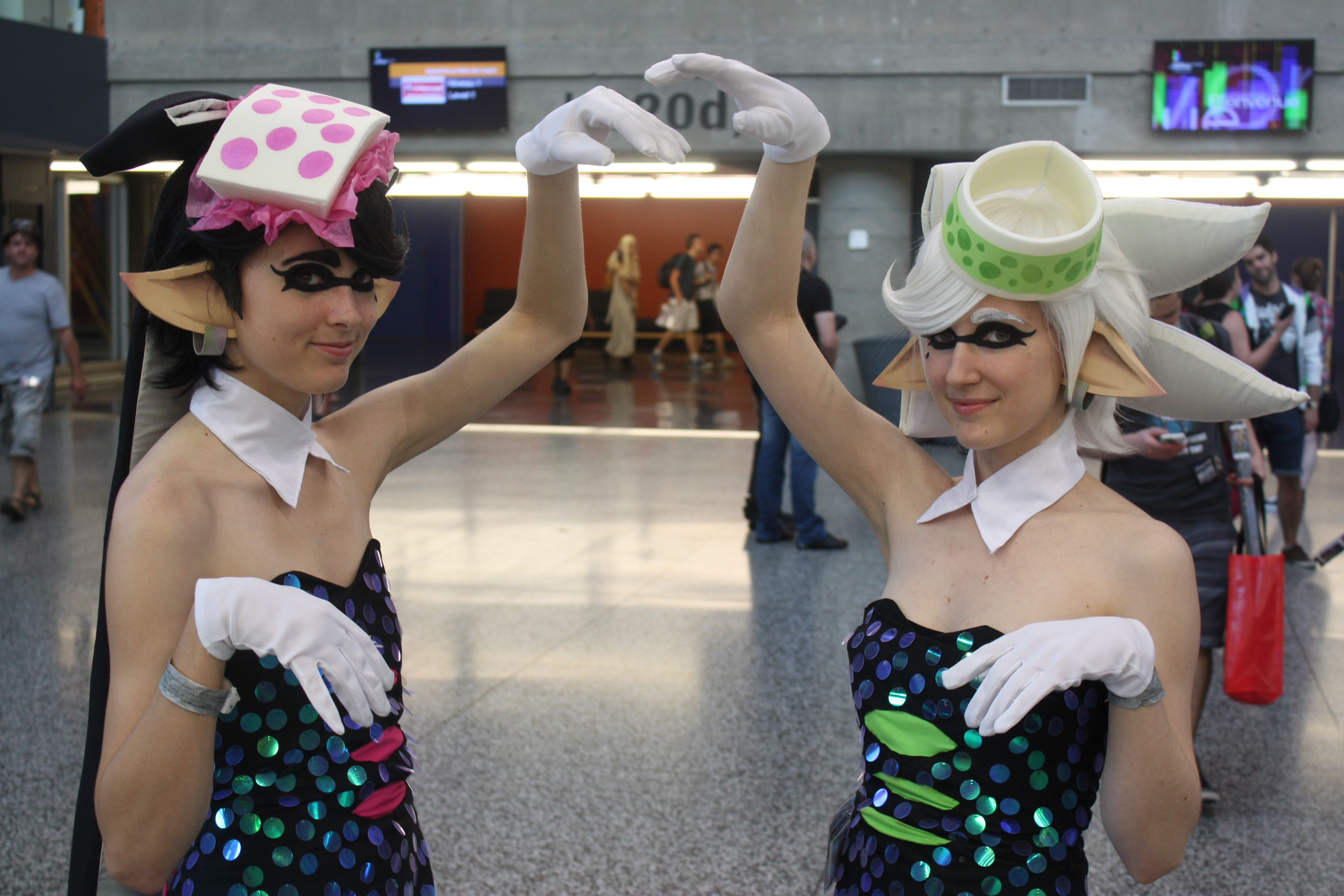
Cosplay de las Calamarciñas (Mar y Tina).

Cada edición ha contado con un grupo de presentadoras que anuncian los niveles disponibles, así como los festivales, y que guían al jugador en el modo individual: en Splatoon son las Calamarciñas (Mar y Tina); en Splatoon 2 es Cefalopop (Perla y Marina), y en Splatoon 3 es el Clan Surimi (Megan, Angie y Rayan). En ambos casos, su estética está inspirada en las formaciones de idol japonés. Todas ellas son interpretadas por actrices de doblaje que cantan los temas en estudio, con una letra reconocible, y después se les aplica un sintetizador de voz para simular el lenguaje de los Inkling. El resto de bandas virtuales están compuestas por instrumentalistas profesionales. La mayoría de las canciones tienen un tempo muy rápido, entre 160 y 220 pulsaciones por minuto, que intenta acompañar el ritmo frenético de las batallas. Algunos de los temas más característicos son «Now or Never», que suena en el último minuto de los combates territoriales a un tempo mayor, y «Calamari Inkantantion», la canción de las Calamarciñas.
La banda sonora ha sido editada en los recopilatorios «Splatune», a razón de uno por cada entrega. Debido al éxito de ventas que han tenido estos álbumes, Nintendo organiza desde 2016 una serie de conciertos virtuales en eventos de videojuegos, tanto de las Calamarciñas como de Cefalopop. Los personajes aparecen representados a través de hologramas, mientras que la música en directo corre a cargo de un grupo instrumental.

### Deportes electrónicos

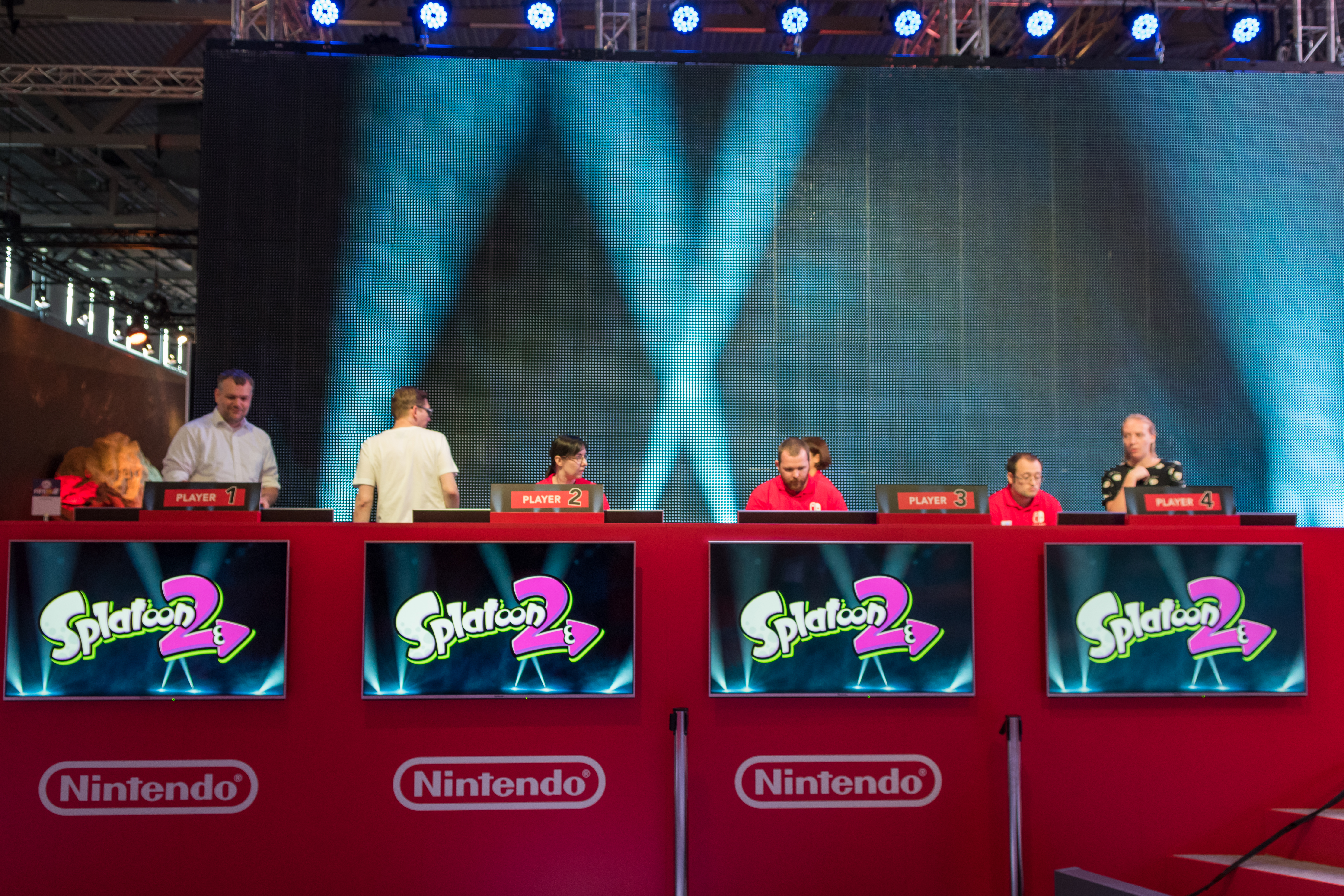
Campeonato de Splatoon 2 en la feria Gamescom 2017.

La serie ha contado con numerosas ligas y torneos de deportes electrónicos, tanto oficiales como independientes. El primero a cargo de Nintendo fue el Splatoon Koshien de Japón, que se ha celebrado cada año desde 2016. A partir de Splatoon 2, la compañía ha organizado competiciones oficiales para las cuatro regiones que componen el juego —Japón, Oceanía, América del Norte y Europa—; los campeones de cada torneo se enfrentan después en el torneo mundial de Splatoon, cuya primera edición se disputó en 2018.
En Japón hubo incluso una liga profesional de Splatoon 2, en colaboración con la Liga Japonesa de Béisbol, cuyos equipos estaban asociados a las doce franquicias del campeonato. Este torneo fue cancelado en 2020 debido a la pandemia de COVID-19.

## Recepción

### Comercial
Nintendo buscaba con Splatoon una nueva propiedad intelectual que tuviera recorrido comercial e impulsara las ventas de Wii U, por lo que hizo una intensa campaña publicitaria para darla a conocer. A finales de 2017, cuando el ciclo de Wii U había llegado a su fin, se habían vendido 4,95 millones de copias del juego en formato físico y digital, lo que representa el sexto título más popular en la historia de la plataforma. El mercado donde tuvo mayor recorrido fue Japón, con 1,37 millones de copias. Todo ello convirtió a Splatoon en el mejor estreno de una nueva propiedad intelectual de Nintendo desde Wii Sports en 2006.
La popularidad de la serie conllevó el desarrollo de una secuela para Nintendo Switch, cuya salida estaba programada en fechas próximas al lanzamiento de la nueva consola. Splatoon 2 logró vender más de dos millones de copias en Japón en su primer año, convirtiéndose en el primer título de Nintendo que lograba algo así desde Wii Party en 2010, y mantuvo la condición del juego más vendido para Switch en el mercado nipón hasta Super Smash Bros. Ultimate en 2019. Si se suman las cifras del resto de países, en diciembre de 2020 se habían vendido 11,9 millones de copias a nivel mundial.

### Crítica e impacto
Desde el lanzamiento del primer título, la saga Splatoon ha sido valorada como una aproximación de Nintendo al género de disparos en tercera persona que resultaba accesible a cualquier público; su estética de dibujo animado, el ritmo frenético de los combates y el uso de tinta como munición rompían con el realismo habitual que hasta entonces imperaba en el género, algo que la revista Edge llegó a definir como «una reinvención de los shooter multijugador».
La serie ha obtenido buenas valoraciones de la prensa y su primer título cosechó varios premios entre los mejores videojuegos de 2015, entre ellos dos The Game Awards al «mejor juego de disparos» y al «mejor multijugador», tres Premios Famitsū, y el reconocimiento al mejor videojuego en los Japan Game Awards, otorgados por el Ministerio de Economía e Industria de Japón.

### Adaptaciones

#### Videojuegos de Nintendo
Desde la publicación del primer título, los Inkling han hecho numerosos cameos en otras series de Nintendo como Super Mario Maker (2015), Animal Crossing: New Leaf (2016), Mario Kart 8 Deluxe (2017), Animal Crossing: Pocket Camp (2017) y Tetris 99 (2019).
En Super Smash Bros. Ultimate (2018), el Inkling se convirtió en personaje jugable con ocho diseños distintos: cuatro para la Inkling chica —forma por defecto— y cuatro para el Inkling chico. Su principal característica es el uso de armas ligadas al consumo de tinta, por lo que el luchador debe adoptar la forma de calamar para recargarla. Splatoon también aparece representado con un escenario inspirado en las Torres Merluza, un trofeo ayudante basado en las Calamarciñas, veinticinco personajes espíritu, canciones de las dos primeras entregas, y dos DLC con trajes para el luchador Mii.
En 2020, Nintendo lanzó en el mercado japonés una nueva versión de la Nintendo Zapper, una pistola de luz comercializada en los años 1980 y que ha inspirado una de las armas principales de Splatoon, el N-ZAP. Los modelos presentes son la N-ZAP '85 (basada en el diseño original japonés), la N-ZAP '89 (con el diseño naranja neón para Estados Unidos) y la N-ZAP '83 (con los colores de la Nintendo Famicom).

#### Historieta
La revista CoroCoro publica desde junio de 2017 el manga oficial de Splatoon, dibujado por Sankichi Hinodeya. En diciembre de 2017 se inició una serie humorística en Bessatsu CoroCoro bajo formato yonkoma, Splatoon: Squid Kids Comedy Show, con dibujo de Hideki Goto. Algunas de las historietas editadas anteriormente por los responsables de diseño del juego, en su mayoría humorísticas, aparecen recopiladas en el artbook oficial.